# Vuelta a Portugal
La Volta a Portugal (oficialmente: Volta a Portugal Santander) es la carrera de ciclismo por etapas más importante de Portugal que se disputa a mediados del mes de agosto. La llaman La Grandíssima.
Fue creada en 1927 pero no se ha disputado todos los años, aunque sí lo hace de forma continuada desde la temporada 1946 (exceptuando la 1975). A pesar de ser una carrera tradicionalmente prestigiosa la creación del circuito UCI ProTour en 2005 hizo que la participación bajase de nivel, debido a que los equipos de máxima categoría tienen otras carreras que disputar, ya que está vuelta se encuadró en un segundo escalón concretamente en el UCI Europe Tour de los Circuitos Continentales UCI. Incluso provocando el descenso de categoría, de la 2.HC (máxima categoría de estos circuitos) a la 2.1 en 2010. Muestra de esa bajada del nivel de participación es que desde el 2012 no participa ningún equipo de categoría UCI ProTeam (1ª división) y que en 2014 y 2015 solo hubo 1 equipo de categoría Profesional Continental (2ª división). Pese a ello es la carrera de Europa con más etapas, tras las Grandes Vueltas, con 11 aunque ha llegado a tener en torno a 20 a finales de los años 1980. Fuera de Europa solo la Vuelta a Colombia y la Vuelta al Lago Qinghai tienen más días de competición que esta vuelta.
Está organizada por Lagos Sports.
El español David Blanco ostenta el récord de triunfos finales, con cinco.

## Palmarés
| Año                                                                  | Ganador                      | Segundo                      | Tercero                   |
| -------------------------------------------------------------------- | ---------------------------- | ---------------------------- | ------------------------- |
| 1927                                                                 | Augusto de Carvalho          | Manuel Nunes De Abreu        | Quirino De Oliveira       |
| 1928-1930 ediciones no realizadas                                    |                              |                              |                           |
| 1931                                                                 | José Maria Nicolau           | Alfredo Trindade             | João Francisco            |
| 1932                                                                 | Alfredo Trindade             | José Maria Nicolau           | Carlos Domingos Leal      |
| 1933                                                                 | Alfredo Trindade             | Ezequiel Lino                | César Luís                |
| 1934                                                                 | José Maria Nicolau           | Ezequiel Lino                | Adelino Aguiar da Cunha   |
| 1935                                                                 | César Luís                   | José Marquez                 | Filipe Moreira de Melo    |
| 1936-1937 ediciones no realizadas                                    |                              |                              |                           |
| 1938                                                                 | José Albuquerque             | Filipe Moreira de Melo       | José Fernandes            |
| 1939                                                                 | Joaquim Fernandes            | António Bartolomeu           | Joaquim Martins De Aguiar |
| 1940                                                                 | José Albuquerque             | Joaquim Martins De Aguiar    | Adelino Aguiar da Cunha   |
| 1941                                                                 | Francisco Inácio             | José Martins                 | José Aniceto Bruno        |
| 1942-1945 ediciones no realizadas debido a la Segunda Guerra Mundial |                              |                              |                           |
| 1946                                                                 | José Martins                 | Fernando Moreira             | João Rebelo               |
| 1947                                                                 | José Martins                 | João Rebelo                  | Império Dos Santos        |
| 1948                                                                 | Fernando Moreira             | Emilio Rodríguez Barros      | João Rebelo               |
| 1949                                                                 | Dias dos Santos              | Attilio Lambertini           | Joaquim Gonçalves De Sá   |
| 1950                                                                 | Dias dos Santos              | Mario Fazio                  | Moreira de Sá             |
| 1951                                                                 | Antonio Barbosa Alves        | Manuel Rodríguez Barros      | Emilio Rodríguez Barros   |
| 1952                                                                 | Moreira de Sá                | Emilio Rodríguez Barros      | Manuel Rodríguez Barros   |
| 1953-1954 ediciones no realizadas                                    |                              |                              |                           |
| 1955                                                                 | José Manuel Ribeiro da Silva | Sousa Santos Sr.             | Antonio Barbosa Alves     |
| 1956                                                                 | Antonio Barbosa Alves        | José Manuel Ribeiro da Silva | João Marcelino            |
| 1957                                                                 | José Manuel Ribeiro da Silva | Sousa Santos Sr.             | Agostinho Ferreira        |
| 1958                                                                 | Antonio Barbosa Alves        | José Carlos Cardoso Sousa    | Aquiles Dos Santos        |
| 1959                                                                 | Carlos Carvalho              | Jorge Corvo                  | Sousa Santos Sr.          |
| 1960                                                                 | José Carlos Cardoso Sousa    | Antonino Baptista            | Antonio Gómez del Moral   |
| 1961                                                                 | Mário Silva                  | Augusto Marcaletti           | Alberto Carvalho          |
| 1962                                                                 | José Pacheco                 | João Peixoto                 | Jorge Corvo               |
| 1963                                                                 | João Roque                   | Jorge Corvo                  | João Peixoto              |
| 1964                                                                 | Joaquim Leão                 | Jorge Corvo                  | João Roque                |
| 1965                                                                 | João Peixoto                 | João Roque                   | Mário Silva               |
| 1966                                                                 | Francisco Valada             | João Peixoto                 | Sérgio Páscoa             |
| 1967                                                                 | Antoine Houbrechts           | João Roque                   | Manuel Correia            |
| 1968                                                                 | Américo Silva                | Joaquim Agostinho            | Leonel Miranda            |
| 1969                                                                 | Joaquim Andrade              | Fernando Mendes              | Mário Silva               |
| 1970                                                                 | Joaquim Agostinho            | Firmino Bernardino           | José Florencio            |
| 1971                                                                 | Joaquim Agostinho            | Alain Santy                  | Firmino Bernardino        |
| 1972                                                                 | Joaquim Agostinho            | José Martins                 | José Luis Galdamez        |
| 1973                                                                 | Jesús Manzaneque             | Fernando Mendes              | José Martins              |
| 1974                                                                 | Fernando Mendes              | Dinis Alves da Silva         | Antonio Lopes Martins     |
| 1975 edición no realizada                                            |                              |                              |                           |
| 1976                                                                 | Firmino Bernardino           | António Fernandes            | Floriano Mendes           |
| 1977                                                                 | Adelino Teixeira             | Joaquim Sousa Santos         | Joaquim Andrade           |
| 1978                                                                 | Belmiro Silva                | Armindo Lúcio                | Adelino Teixeira          |
| 1979                                                                 | Joaquim Sousa Santos         | Belmiro Silva                | Fernando Fernandes        |
| 1980                                                                 | Francisco Alves Miranda      | Luís Vargues                 | Belmiro Silva             |
| 1981                                                                 | Manuel Zeferino              | Venceslau Fernandes          | Fernando Fernandes        |
| 1982                                                                 | Marco Antonio Chagas Martins | Adelino Teixeira             | Manuel Zeferino           |
| 1983                                                                 | Marco Antonio Chagas Martins | António Pinto                | Belmiro Silva             |
| 1984                                                                 | Venceslau Fernandes          | Manuel Zeferino              | Manuel Cunha              |
| 1985                                                                 | Marco Antonio Chagas Martins | Eduardo Correia              | Venceslau Fernandes       |
| 1986                                                                 | Marco Antonio Chagas Martins | Benedicto Ferreira           | António Pinto             |
| 1987                                                                 | Manuel Cunha                 | Manuel De Sa Neves           | Fernando Fernandes        |
| 1988                                                                 | Cayn Theakston               | Jorge Silva                  | Joaquim Gomes             |
| 1989                                                                 | Joaquim Gomes                | Cássio Freitas               | António Alves             |
| 1990                                                                 | Fernando Carvalho            | Joaquim Gomes                | Jorge Silva               |
| 1991                                                                 | Jorge Silva                  | Orlando Rodrigues            | Vicente Ridaura           |
| 1992                                                                 | Cássio Freitas               | Quintino Rodrigues           | Manuel Abreu Campos       |
| 1993                                                                 | Joaquim Gomes                | Vítor Gamito                 | Luis Espinosa             |
| 1994                                                                 | Orlando Rodrigues            | Vítor Gamito                 | Joaquim Gomes             |
| 1995                                                                 | Orlando Rodrigues            | Quintino Rodrigues           | Delmino Pereira           |
| 1996                                                                 | Massimiliano Lelli           | Vítor Gamito                 | Manuel Abreu Campos       |
| 1997                                                                 | Zenon Jaskuła                | Wladimir Belli               | Joaquim Gomes             |
| 1998                                                                 | Marco Serpellini             | Orlando Rodrigues            | Wladimir Belli            |
| 1999                                                                 | David Plaza                  | Vítor Gamito                 | Melcior Mauri             |
| 2000                                                                 | Vítor Gamito                 | Claus Michael Møller         | Andréi Zinchenko          |
| 2001                                                                 | Fabian Jeker                 | Andréi Zinchenko             | Juan Miguel Mercado       |
| 2002                                                                 | Claus Michael Møller         | Joan Horrach                 | Rui Sousa                 |
| 2003                                                                 | Nuno Ribeiro                 | Claus Michael Møller         | Rui Lavarinhas            |
| 2004                                                                 | David Bernabéu               | David Arroyo                 | Nuno Ribeiro              |
| 2005                                                                 | Vladímir Yefimkin            | Cândido Barbosa              | Adolfo García Quesada     |
| 2006                                                                 | David Blanco                 | Héctor Guerra                | Cândido Barbosa           |
| 2007                                                                 | Xavi Tondo                   | Cândido Barbosa              | Héctor Guerra             |
| 2008                                                                 | David Blanco                 | Héctor Guerra                | Rubén Plaza               |
| 2009                                                                 | David Blanco                 | David Bernabéu               | Rubén Plaza               |
| 2010                                                                 | David Blanco                 | David Bernabéu               | Sergio Pardilla           |
| 2011                                                                 | Ricardo Mestre               | André Cardoso                | Rui Sousa                 |
| 2012                                                                 | David Blanco                 | Hugo Sabido                  | Rui Sousa                 |
| 2013                                                                 | Alejandro Marque             | Gustavo César Veloso         | Rui Sousa                 |
| 2014                                                                 | Gustavo César Veloso         | Rui Sousa                    | Delio Fernández           |
| 2015                                                                 | Gustavo César Veloso         | Joni Brandão                 | Alejandro Marque          |
| 2016                                                                 | Rui Vinhas                   | Gustavo César Veloso         | Daniel Silva              |
| 2017                                                                 | Raúl Alarcón Amaro Antunes   | Vicente García de Mateos     | Rinaldo Nocentini         |
| 2018                                                                 | Raúl Alarcón Joni Brandão    | Vicente García de Mateos     | Edgar Pinto               |
| 2019                                                                 | João Rodrigues               | Joni Brandão                 | Gustavo César Veloso      |
| 2020                                                                 | Amaro Antunes                | Gustavo César Veloso         | Frederico Figueiredo      |
| 2021                                                                 | Amaro Antunes                | Mauricio Moreira             | Alejandro Marque          |
| 2022                                                                 | Mauricio Moreira             | Frederico Figueiredo         | António Carvalho          |
| 2023                                                                 | Colin Stüssi                 | Txomin Juaristi              | António Carvalho          |
| 2024                                                                 | Artem Nych                   | Colin Stüssi                 | Abner González            |
| 2025                                                                 | Artem Nych                   | Alexis Guérin                | Byron Munton              |

Nota: El ganador de las ediciones de 2017 y 2018, Raúl Alarcón, fue desposeído de los títulos por dopaje. Como consecuencia de ello, los portugueses Amaro Antunes y Joni Brandão, segundos clasificados en las respectivas ediciones, pasaron a ser los vencedores finales. Amaro Antunes fue sancionado y desposeído de su victoria en el año 2021 por dopaje. El puesto de ganador de aquel año quedó vacante.

## Palmarés por países
| País        | Victorias |
| ----------- | --------- |
| Portugal    | 62        |
| España      | 12        |
| Rusia       | 3         |
| Italia      | 2         |
| Suiza       | 2         |
| Bélgica     | 1         |
| Reino Unido | 1         |
| Brasil      | 1         |
| Polonia     | 1         |
| Dinamarca   | 1         |
| Uruguay     | 1         |

## Estadísticas

### Más victorias en la general
| Corredor                     | Victorias |
| ---------------------------- | --------- |
| David Blanco                 | 5         |
| Marco Antonio Chagas Martins | 4         |
| Antonio Barbosa Alves        | 3         |
| Joaquim Agostinho            | 3         |
| Amaro Antunes                | 3         |
| Alfredo Trindade             | 2         |
| José Maria Nicolau           | 2         |
| José Albuquerque             | 2         |
| José Martins                 | 2         |
| Dias dos Santos              | 2         |
| José Manuel Ribeiro da Silva | 2         |
| Joaquim Gomes                | 2         |
| Orlando Rodrigues            | 2         |
| Gustavo César Veloso         | 2         |

## Ediciones
| Años |
| 1927 · 1931 · 1932 · 1933 · 1934 · 1935 · 1938 · 1939 · 1940 · 1941 · 1946 · 1947 · 1948 · 1949 · 1950 · 1951 · 1952 · 1955 · 1956 · 1957 · 1958 · 1959 · 1960 · 1961 · 1962 · 1963 · 1964 · 1965 · 1966 · 1967 · 1968 · 1969 · 1970 · 1971 · 1972 · 1973 · 1974 · 1976 · 1977 · 1978 · 1979 · 1980 · 1981 · 1982 · 1983 · 1984 · 1985 · 1986 · 1987 · 1988 · 1989 · 1990 · 1991 · 1992 · 1993 · 1994 · 1995 · 1996 · 1997 · 1998 · 1999 · 2000 · 2001 · 2002 · 2003 · 2004 · 2005 · 2006 · 2007 · 2008 · 2009 · 2010 · 2011 · 2012 · 2013 · 2014 · 2015 · 2016 · 2017 · 2018 · 2019 · 2020 · 2021 · 2022 · 2023 · 2024 · 2025 · |